# Comportements troublants
Pour plus de détails, voir Fiche technique et Distribution.
Comportements troublants ou Comportement insolite au Québec (Disturbing Behavior) est un film de science-fiction horrrifique canado-américano-australien réalisé par David Nutter, sorti en 1998.

## Synopsis
Frappé par la mort de leur fils aîné, la famille Clark décide de déménager pour s'installer dans un village situé sur une île, Cradle Bay. À peine arrivé dans son nouveau lycée, leur plus jeune fils, Steve, remarque que les jeunes d'ici sont organisés selon un système hiérarchique très pointu, au sommet duquel trônent les « Rubans bleus », un club étrange où se retrouvent les jeunes à qui tout réussit. Gavin, un adolescent atypique, prévient alors Steve que des choses bizarres ont tendance à se produire sur l'île, toujours liées à ces fameux « Rubans bleus ».

## Fiche technique
Sauf indication contraire, les informations mentionnées dans cette section peuvent être confirmées par la base de données cinématographiques IMDb,  présente dans la section « Liens externes ».
- Titre original : Disturbing Behavior
- Titre français : Comportements troublants
- Titre québécois : Comportement insolite
- Réalisation : David Nutter
- Scénario : Scott Rosenberg
- Direction artistique : Nelson Coates
- Décors : Eric Fraser, Louise Roper
- Costumes : Trish Keating
- Photographie : John S. Bartley
- Montage : Randy Jon Morgan
- Musique : Mark Snow
- Production : Armyan Bernstein, Jonathan Shestack, C.O. Erickson, Phillip B. Goldfine, Brent O'Connor, Max Wong, Scott Rosenberg, Elisabeth Seldes
- Pays d'origine :  Australie /  Canada /  États-Unis
- Langue originale : anglais
- Genre : science-fiction horrrifique
- Durée : 83 minutes
- Dates de sortie : 
  - Canada, États-Unis : 24 juillet 1998
  - Australie : 18 mars 1999
  - France : 19 mai 1999
  - Belgique : 25 août 1999

## Distribution
- James Marsden (VF : Guillaume Lebon) : Steve Clark
- Katie Holmes (VF : Alexandra Garijo ; VQ : Christine Bellier) : Rachel Wagner
- Nick Stahl (VF : Laurent Mantel ; VQ : Joël Legendre) : Gavin Strick
- Chad Donella (VF : Vincent Ropion) : U.V
- Bruce Greenwood (VF : Pierre-François Pistorio ; VQ : Daniel Picard) : Dr Edgar Caldicott
- Natassia Malthe (VF : Léa Gabriele ; VQ : Camille Cyr-Desmarais) : Mary Jo Copeland
- William Sadler (VQ : Alain Zouvi) : Dorian Newberry
- AJ Buckley (VF : Yann Le Madic) : Charles « Chug » Roman
- Crystal Cass (VF : Sarah Marot) : Lorna Longley
- Brendan Fehr : Brendan
- Steve Railsback (VQ : Éric Gaudry) : l'officier Cox
- Sarah-Jane Redmond (VF : Françoise Cadol) : Mademoiselle Perkins
- Katharine Isabelle (VQ : Aline Pinsonneault) : Lindsay Clark
- Ethan Embry (VF : Alexis Tomassian) : Allen Clark
- Terry David Mulligan (VQ : Jean-Luc Montminy) : Nathan Clark
- Jay Brazeau (VQ : Mario Desmarais) : le proviseur Weathers
- David Paetkau : Tom Cox
- Susan Hogan : Cynthia Clark
- Tygh Runyan (VQ : Jacques Lussier)  : Dickie Atkinson
- Derek Hamilton (VF : William Coryn) : Trent Whalen
- Tobias Mehler (VF : Cédric Dumond) : Andy Effkin

## Distinctions

### Récompense
- MTV Movie Awards 1999 : Meilleure révélation féminine pour Katie Holmes

### Nomination
- Saturn Award 1999 : Meilleur jeune acteur pour Katie Holmes